# 包頭設治局
包头设治局，民初時設置於绥远特别区的設治局，位於今内蒙古自治区包头市。

## 历史沿革
民国十二年（1923年），平绥铁路通车並延伸至包头。民国十三年（1924年）3月，析萨拉齐县包头镇及五原县、东胜县及固阳县部分地區置包头设治局。局所驻包头镇（今包头市舊城東河區）。民国十四年（1925年）11月，由設治局改为县，即包头县。